# Martigny
Martigny (toponimo francese,pronuncia /maʁtiɲi/; in tedesco Martinach, desueto) è un comune svizzero di 20 276 abitanti (2020) del Canton Vallese, nel distretto di Martigny del quale è capoluogo; ha lo status di città.

## Storia
Era l'antico oppidum celta di Octoduro (in latino Octodurus), menzionato da Gaio Giulio Cesare nel corso della conquista della Gallia (58-50 a.C.), capitale del popolo dei Veragri. Qui si combatté un'importante battaglia tra questo popolo e le forze romane del legato di Cesare, Servio Sulpicio Galba, nel 56 a.C. La presenza romana è testimoniata da numerosi reperti archeologici.
Dal comune di Martigny nel XIX secolo furono scorporate varie località divenute comuni autonomi: nel 1835 La Ville (comune di Martigny-Ville), nel 1836 Charrat, nel 1841 La Combe (comune di Martigny-Combe, dal quale nel 1845 fu scorporato La Bâtiaz e nel 1899 Trient) e Le Bourg (comune di Martigny-Bourg). Nel 1956 Martigny-Ville inglobò tuttavia La Bâtiaz e nel 1964 Martigny-Bourg e Martigny-Ville tornarono a unirsi per formare nuovamente il comune di Martigny.
Da Martigny, in epoca romana, passava la via delle Gallie detta Via Cesarea, strada romana consolare fatta costruire da Augusto per collegare la Pianura Padana con la Gallia. Inoltre da qui passava un'altra strada denominata Via Severa Augusta proveniente dal Passo del Sempione fatta costruire da Settimio Severo per facilitare lo spostamento delle truppe dalla pianura ai confini dell'Impero. Nel medioevo fu parte della Via Francigena.

## Monumenti e luoghi d'interesse

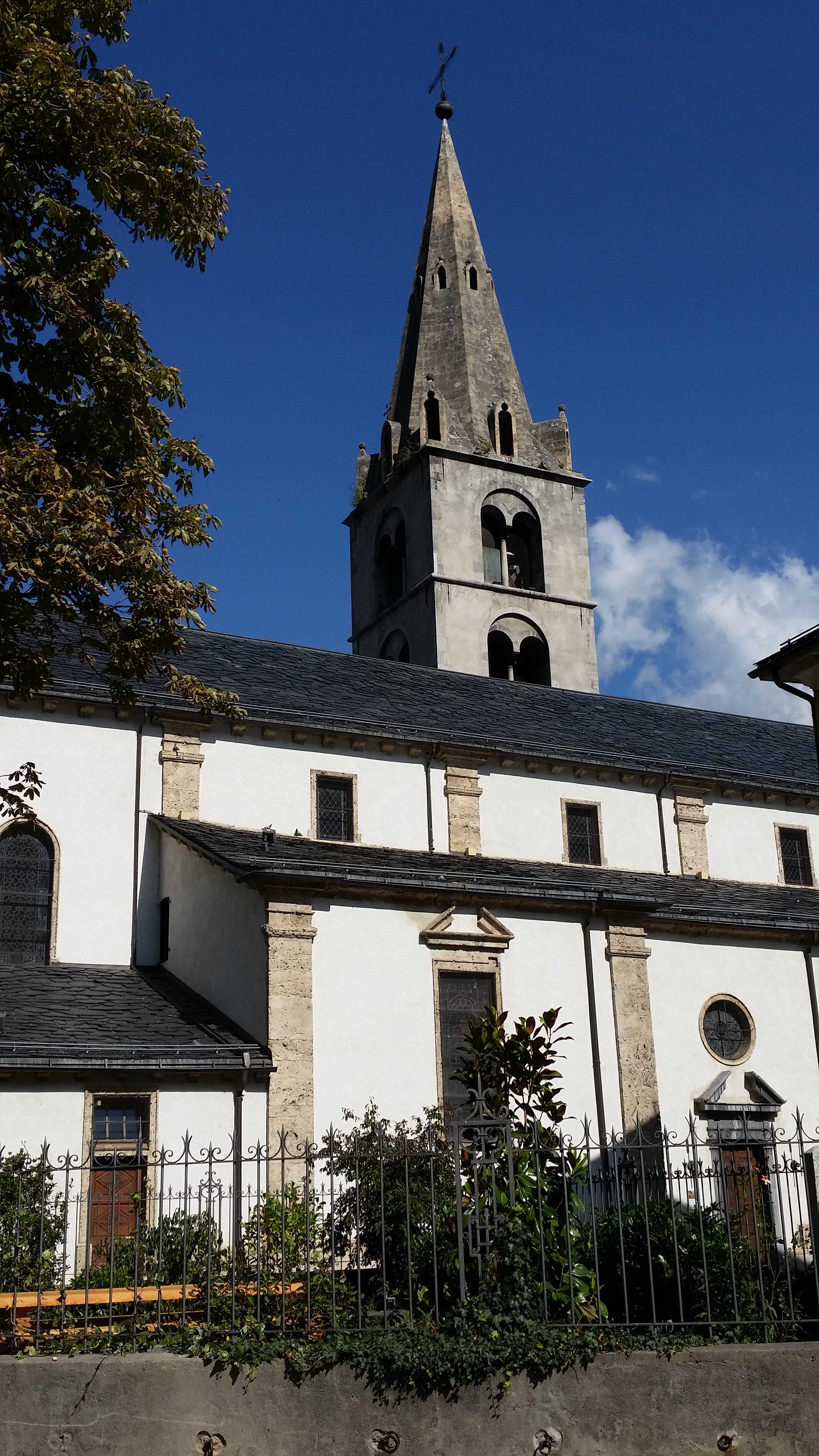
La chiesa di Nostra Signora dei Campi

- Chiesa di Nostra Signora dei Campi (dal 1177 al 1420 dedicata alla Madonna), eretta in età carolingia e ricostruita nel 1645-1687[1];
- Anfiteatro romano, restaurato nel 1978, che ospita tradizionali lotte tra vacche in autunno[senza fonte];
- Comptoir[senza fonte];

## Società

### Evoluzione demografica
L'evoluzione demografica è riportata nella seguente tabella:
Abitanti censiti

## Cultura

### Musei

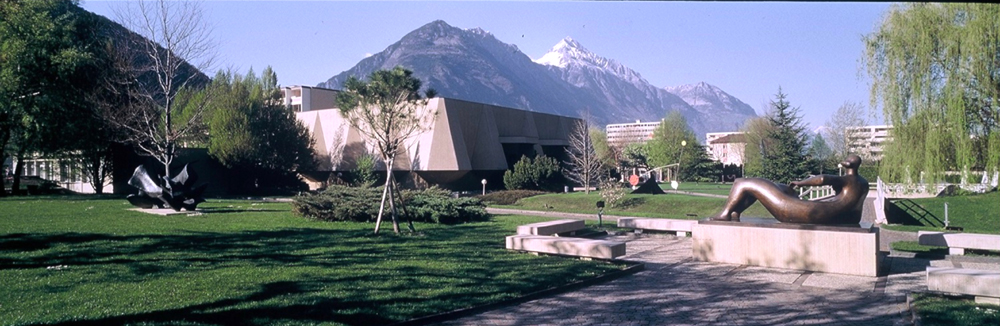
La Fondazione Pierre Gianadda

Il principale museo è la Fondation Pierre Gianadda, costituita nel 1978  da Léonard Giannadda in memoria del fratello in prossimità delle  rovine romane, che ospita abitualmente due volteall'anno mostre pittoriche di altissimo livello e in diverse occasioni concerti di musica classica e lirica. Negli anni Léonard Gianadda ha completato l'offerta culturale della Fondazione allestendo il Museo Gallo-Romano, un'esposizione permanente sui Gallo-romani, il Museo dell'Automobile, una ricchissima collezione di auto d'epoca e il Parco delle Sculture nei giardini della Fondazione. 
La sua azione si estende anche in città, in particolare con la rotonda decorata con sculture di artisti svizzeri, con le diciassette vetrate di Hans Erni collocate nella chiesa protestante, e con il Museo dei cani del Gran San Bernardo. 

### Letteratura
A Martigny avviene l'epilogo del romanzo Piccolo alpino di Salvator Gotta. Il protagonista Giacomino Rasi, dopo molte vicissitudini, ritrova sua mamma.

## Infrastrutture e trasporti
Martigny è servita dall'omonima stazione sulla ferrovia Losanna-Briga e capolinea della ferrovie per Orsières e per Saint-Gervais-les-Bains.

## Amministrazione
Ogni famiglia originaria del luogo fa parte del cosiddetto comune patriziale e ha la responsabilità della manutenzione di ogni bene ricadente all'interno dei confini del comune.